# Osnovna šola Srečka Kosovela Sežana
Osnovna šola Srečka Kosovela Sežana je osnovna šola z največjim šolskim okolišem v Sloveniji. Osnovno šolo  obiskuje preko 850 učencev in učenk, ki se vozijo tudi z do 23 km oddaljenih domov. Njen ustanovitelj je Občina Sežana. Ravnatelj je Alen Kofol.

## Podružnične šole
Osnovno šolo Sežana sestavljajo matična šola in 1 podružnična šola:
- Podružnična šola Lokev